# Jean Cédile
Jean Cédile (* 26. Januar 1908 in Pointe-à-Pitre, Guadeloupe; † 17. Februar 1984 in Saint-Cloud) war ein französischer Offizier und Kolonialbeamter. Er spielte eine Rolle bei der Wiedererrichtung der französischen Kolonialherrschaft nach dem Zweiten Weltkrieg in Französisch-Indochina, diente aber vorwiegend in Äquatorialafrika.

## Herkunft und Werdegang
Cédile wurde als Sohn eines Geschäftsmanns in Guadeloupe geboren. 1914 siedelte die Familie ins europäische Frankreich über. Er absolvierte eine Hochschulausbildung zum Juristen in Auxerre. Im Anschluss besuchte er die École coloniale, welche als Hochschule für den französischen Kolonialdienst fungierte. Seinen Wehrdienst absolvierte er als Reserveoffizier im Rang eines Unterleutnants beim 24e Régiment de Tirailleurs Sénégalais in Perpignan. Ab 1932 diente er als Kolonialbeamter in Kamerun.

## Zweiter Weltkrieg und Indochina
1940 schloss er sich bei der Ankunft General Leclers in Kamerun den freifranzösischen Truppen an. Im weiteren Verlauf des Krieges diente er als Kompaniechef in Nordafrika und nahm 1943 an der Zweiten Schlacht von El-Alamein teil. 1943 wurde er als Kabinettsdirektor dem Minister in der französischen Exilregierung René Pleven zugeordnet. Nach der Befreiung von Paris 1944 übernahm er zunächst einen hohen Posten in der Kolonialverwaltung in der Hauptstadt. Er wurde jedoch im weiteren Verlauf des Krieges nach Südostasien entsandt und nahm zusammen mit britischen Truppen an Operationen im Hinterland der Japaner in Burma teil.
Ab März 1945 fungierte er als Leiter der französischen Militärmission in Südostasien, welche auf die Rückgewinnung der von den Japanern besetzten Kolonie Französisch-Indochina abzielte. In dieser Funktion wurde er als Kommissar für Cochinchina dort im August 1945 mit einer französischen Mission per Fallschirm abgesetzt. Er wurde jedoch von den Viet Minh, die im Rahmen der Augustrevolution die Macht vor den zurückkehrenden Kolonialherren ergreifen wollten, gefangen genommen und an die Japaner ausgeliefert. Er wurde schließlich von den Japanern freigelassen und arbeitete als Vertreter Frankreichs eng mit den britischen Truppen unter General Douglas Gracey zusammen um die Macht der Viet Minh zurückzudrängen. Er war federführend bei der Planung und Ausführung der gewaltsamen Vertreibung der Viet Minh aus Saigon am 23. September 1945 mit Hilfe von aus der japanischen Gefangenschaft freigekommenen Truppen der Fremdenlegion. Nach der Festigung der Kolonialmacht fungierte er als politischer Berater des Hochkommissars Georges Thierry d’Argenlieu. Er setzte sich hierbei für den Separatismus Cochinchinas von Vietnam als Mittel der französischen Einflussnahme ein. 1947 verließ er Indochina.

## Nachkriegszeit
Nach einem einjährigen Posten im französischen Mutterland übernahm er verschiedene Funktionen im Kolonialstaat unter anderem in Togo und Zentralafrika. Im unabhängigen Kamerun fungierte er von 1960 bis zu seinem Ruhestand 1970 als Leiter des Elektrizitätsversorgers.
1976 wurde er in die Académie des Sciences d’Outre-Mer berufen.